# امامزاده صدرالدین
امامزاده صدرالدین مربوط به دوره صفوی است و در اردبیل، جاده اردبیل به مشگین واقع شده و این اثر در تاریخ ۱۰ دی ۱۳۸۱ با شمارهٔ ثبت ۶۶۸۸ به‌عنوان یکی از آثار ملی ایران به ثبت رسیده است.